# Selektionstryck
Med selektionstryck, urvalstryck eller evolutionstryck avses händelsekedjor inom evolutionsbiologin som påminner om tryckets inverkan på gaser och flödande vätskor. Begreppet har även använts inom andra vetenskaper, som företagsekonomi.
Händelser som minskar den reproduktiva framgången hos en del av en befolkning, kan utöva ett selektionstryck. Om trycket är tillräckligt stort, kan ärvda anlag som mildrar dess effekter - även om de under andra omständigheter skulle vara negativa - få ökad spridning inom en population.
Inom populationsgenetik uttrycks selektionstryck vanligen som en urvalskoefficient.

## Antibiotikaresistens
Resistens hos bakterier är ett exempel på resultatet av det naturliga urvalet.
När ett läkemedel används på en art av bakterier, dör de som inte är motståndskraftiga och kan inte producera avkomma, medan de som överlever kan vidarebefordra resistensgenen till nästa generation. Så läkemedelsresistensen ökar med varje generation. Antibiotikaresistens förvärras av felaktig användning av antibiotika. Antibiotikaresistensen tilltar när antibiotika används för att behandla icke-bakteriella sjukdomar, och när antibiotika används kortare än den föreskrivna tiden.

## Naturligt urval hos människan
Malariaparasiten kan utöva ett selektivt tryck på befolkningar. Detta tryck har lett till att det naturliga urvalet för erytrocyter som bär sicklecell-mutationen hos hemoglobingenen (Hb S) - som orsakar sicklecellanemi - i områden där malaria är en stor hälsorisk, eftersom detta tillstånd ger en viss motståndskraft mot denna smittsamma sjukdom. Därför kan begreppet beskrivas som tillämpning av Charles Darwins princip om att "de bäst anpassade individerna överlever" (som egentligen skall förstås som "de sämst anpassade individerna inte överlever") via urvalsmekanismer. 

## Resistens mot bekämpningsmedel
Precis som med utvecklingen av antibiotikaresistens hos bakterier, har resistens mot bekämpningsmedel och växtgifter börjat dyka upp vid vanligen förekommande jordbrukskemikalier. Några exempel:
- I USA har studier visat att fruktflugor som hemsöker apelsinodlingar höll på att bli resistenta mot malation, ett bekämpningsmedel som används för att döda dem.
- På Hawaii och Japan utvecklade kålmalen (Plutella xylostella) resistens mot Bacillus thuringiensis, som används i flera genmodifierade grödor, däribland BT Corn, ungefär tre år efter det började användas i stor utsträckning.
- I England har råttor i vissa områden utvecklat en sådan stark resistens mot råttgift att de kan konsumera upp till fem gånger så mycket som normala råttor utan att dö.
- DDT är inte längre effektivt för att förhindra malaria på vissa ställen, vilket har bidragit till att sjukdomen fått ett uppsving.
- I södra USA har ogräset Amaranthus palmeri, som drabbar bomullsodlingen, utvecklat utbredd resistens mot bekämpningsmedlet Roundup.